# High Performance – Mandarinen lügen nicht

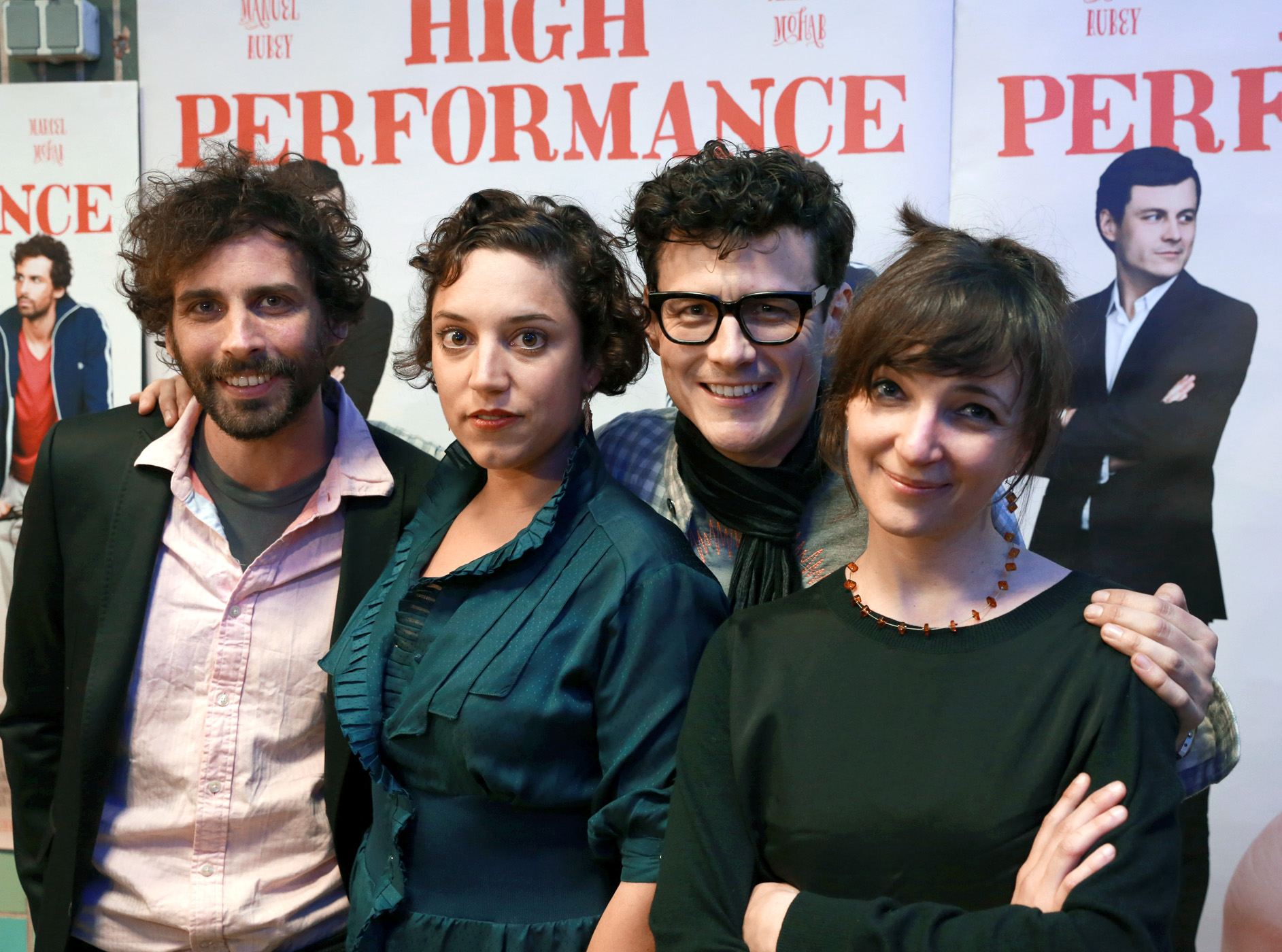
Johanna Moder (rechts) mit Marcel Mohab, Katharina Pizzera und Manuel Rubey bei der Wiener Galapremiere von High Performance (2014)

High Performance – Mandarinen lügen nicht ist ein österreichischer Spielfilm aus dem Jahr 2014. Regie führte Johanna Moder, die auch das Drehbuch schrieb.

## Handlung
Zwei sehr verschiedene Brüder, Rudi, ein erfolgreicher Manager und Daniel, ein bislang wenig erfolgreicher Schauspieler, interessieren sich aus unterschiedlichen Gründen für dieselbe Frau.

## Kritik
„Der Humor der Komödie verdankt sich weniger übertriebener Typenkomik als der gelungenen Durchdringung unterschiedlicher Milieus, die im städtischen Raum nah beieinanderliegen: die Geschäftswelt mit ihren hohlen Ritualen von Professionalität; die Künstlerbiotope, in denen der kalte Rauch basisdemokratischer Studentenverbindungen im Raum steht; eine Hippiekommune, die selbstgenügsam in Weltverbesserungsplattitüden schwelgt […] Sie bilden das Fundament eines kleinen, nur vordergründig romantischen Komplotts. […] Der maßvolle, ausgeglichene Ton von Moder, die auch das Drehbuch geschrieben hat, fällt angenehm auf.“

## Auszeichnungen
- Max-Ophüls-Preis 2014 (Publikumspreis Abendfüllender Spielfilm)[4]